# Potunduva
Potunduva é um distrito do município brasileiro de Jaú, no interior do estado de São Paulo.

## História

### Origem
Potunduva é um dos lugares mais antigos da colonização do estado de São Paulo. Cenário de monções, foi porto de descanso dos que subiam e desciam o Rio Tietê, local de recrutamento de proeiros, remadores e mestres para os mesmos fins e destino, o atual estado de Mato Grosso.
Em meados de 1780, monçoeiros das expedições que iam de São Paulo à Cuiabá em busca de ouro, escolheram um porto para suas embarcações, fazendo surgir à beira do Rio Tietê um vilarejo denominado Potunduva, de importância vital para as monções. Com o fim das monções que abasteciam o vilarejo e a ameaça constante dos índios caingangues, a população abandona o lugar em 1816, que só vai voltar a ser povoado por volta de 1830.
Em 1880 o presidente da província de São Paulo veio visitar a área em companhia de um padre e decidiu doar as terras para imigrantes italianos e espanhóis, ex-monçoeiros, que se estabeleceram no local. Surgiram as fazendas São José e Santa Cruz de Araras, que subsidiaram o renascimento do povoado. A fazenda que mais prosperou foi a Araras, que acabou dando origem ao atual distrito de Potunduva, inicialmente chamado de Santa Cruz das Araras.

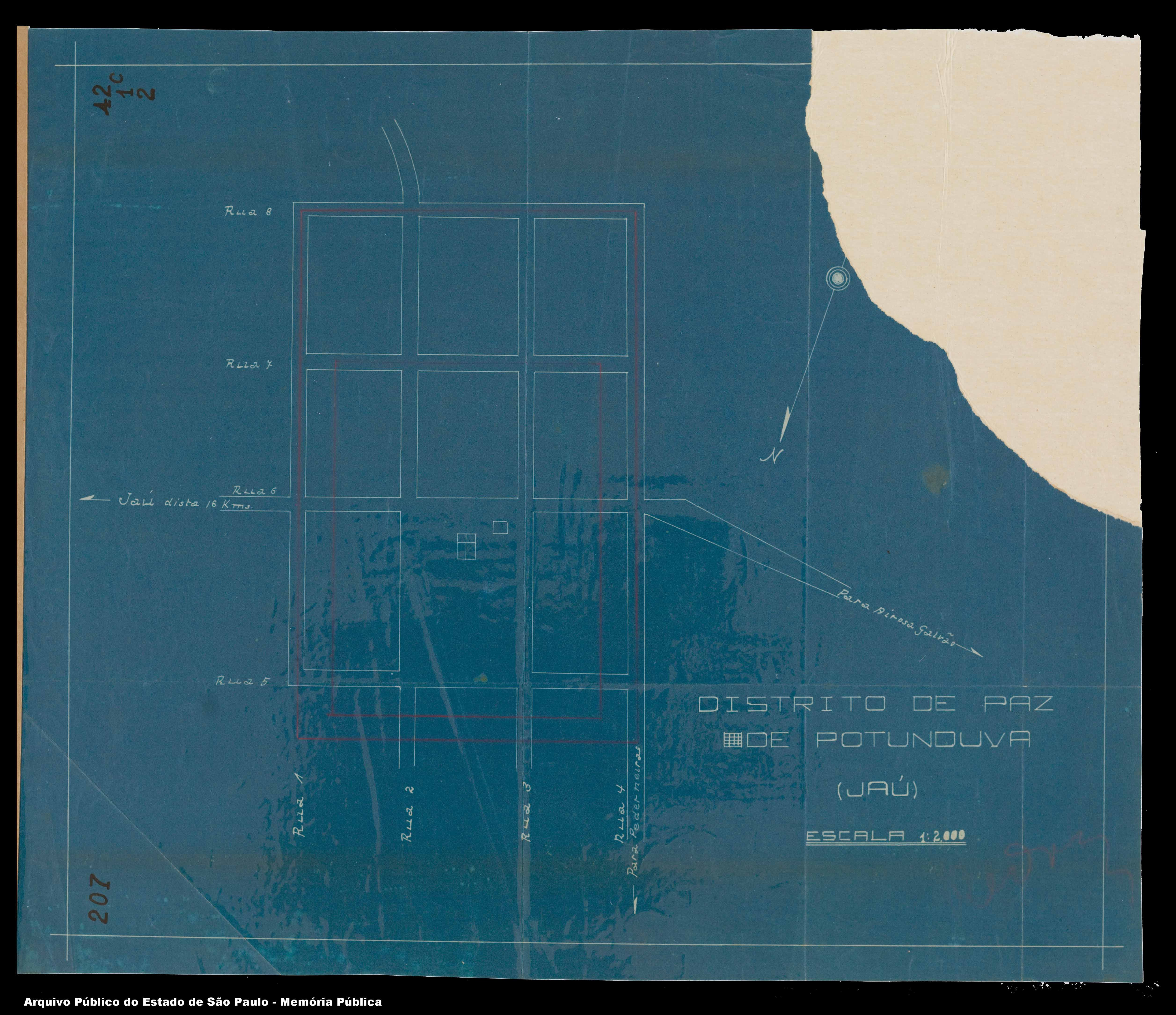
Planta da área urbana original.

A ferrovia chegou ao local no início do século XX, com a inauguração da estação Ayrosa Galvão em 25/03/1903 pela Companhia Paulista de Estradas de Ferro no então bairro de Santa Cruz das Araras. O nome da estação foi uma homenagem ao engenheiro da ferrovia  Ayrosa Galvão, principal projetista da ponte sobre o Rio Tietê que fica logo após a estação.
Em 1922, com a instalação da primeira agência do correio, era preciso registrar um nome para o povoado, para que recebesse correspondências. Como já existia um município com o nome de Araras, foi feita uma consulta entre os moradores e a escolha do nome foi Potunduva, nome original do local.
Em 1928 o povoado de Potunduva é elevado à categoria de distrito, porém só seria instalado sete anos depois, em 29 de julho de 1935, data que se comemora o aniversário do distrito. 

### Formação administrativa
- Distrito policial de Santa Cruz das Araras criado em 04/08/1919 no município de Jaú[7].
- Distrito de Potunduva criado pela Lei nº 2.297 de 13/11/1928, com sede no distrito policial de Santa Cruz das Araras[8][9].

### Pedidos de emancipação
O distrito tentou a emancipação político-administrativa e ser elevado à município, através de processos que deram entrada na Assembléia Legislativa do Estado de São Paulo no ano de 1985, que não atendia os requisitos necessários exigidos por lei para tal finalidade e foi arquivado, e nos anos de 1988 e 1990, que estão com a tramitação suspensa.

## Geografia

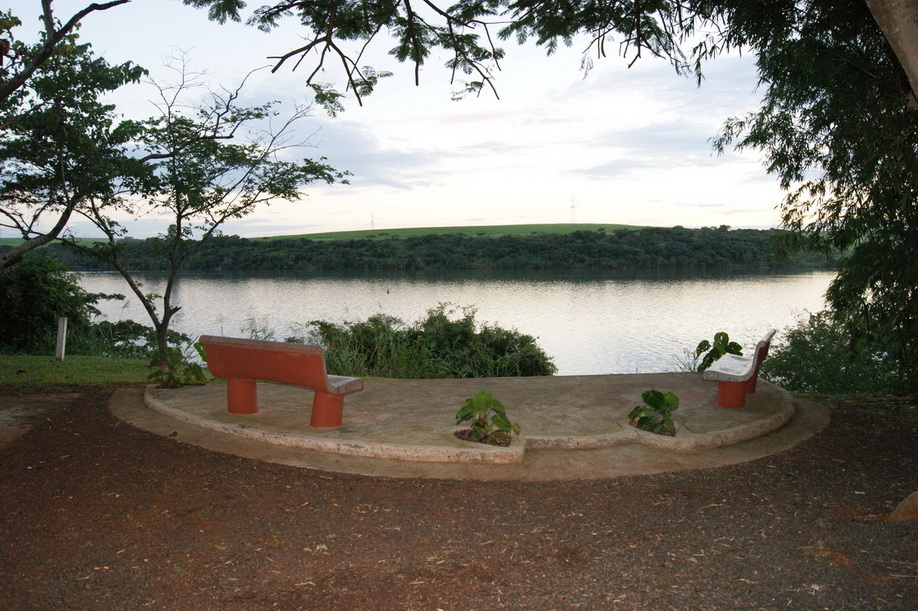
Trecho do Rio Tietê em Potunduva.

### Demografia

#### População urbana
| Crescimento população urbana | Crescimento população urbana | Crescimento população urbana | Crescimento população urbana |
| Censo                        | Pop.                         |                              | %±                           |
| ---------------------------- | ---------------------------- | ---------------------------- | ---------------------------- |
| 1934                         | 781                          |                              |                              |
| 1940                         | 405                          |                              | −48,1%                       |
| 1950                         | 450                          |                              | 11,1%                        |
| 1960                         | 656                          |                              | 45,8%                        |
| 1970                         | 1 231                        |                              | 87,7%                        |
| 1980                         | 2 578                        |                              | 109,4%                       |
| 1991                         | 6 516                        |                              | 152,8%                       |
| 2000                         | 7 857                        |                              | 20,6%                        |
| 2010                         | 7 974                        |                              | 1,5%                         |
| Fonte: IBGE e Fundação SEADE |                              |                              |                              |

#### População total
Pelo Censo 2010 (IBGE) a população total do distrito era de 9 825 habitantes.

### Área territorial
A área territorial do distrito é de 150,606 km².

### Rodovias
O distrito de Potunduva situa-se à 16 km de Jaú por estrada vicinal. Também possui acesso à Rodovia Comandante João Ribeiro de Barros (SP-225) através de estrada vicinal.

### Ferrovias
Pátio Airosa Galvão (ZWY) da Linha Tronco Oeste (Companhia Paulista de Estradas de Ferro), sendo a ferrovia operada atualmente pela Rumo Logística.

### Hidrografia
- Rio Tietê

### Clima
| Dados climatológicos para Potunduva | Dados climatológicos para Potunduva | Dados climatológicos para Potunduva | Dados climatológicos para Potunduva | Dados climatológicos para Potunduva | Dados climatológicos para Potunduva | Dados climatológicos para Potunduva | Dados climatológicos para Potunduva | Dados climatológicos para Potunduva | Dados climatológicos para Potunduva | Dados climatológicos para Potunduva | Dados climatológicos para Potunduva | Dados climatológicos para Potunduva | Dados climatológicos para Potunduva |
| Mês                                 | Jan                                 | Fev                                 | Mar                                 | Abr                                 | Mai                                 | Jun                                 | Jul                                 | Ago                                 | Set                                 | Out                                 | Nov                                 | Dez                                 | Ano                                 |
| ----------------------------------- | ----------------------------------- | ----------------------------------- | ----------------------------------- | ----------------------------------- | ----------------------------------- | ----------------------------------- | ----------------------------------- | ----------------------------------- | ----------------------------------- | ----------------------------------- | ----------------------------------- | ----------------------------------- | ----------------------------------- |
| Temperatura máxima média (°C)       | 29,8                                | 29,6                                | 29,2                                | 27,5                                | 25,3                                | 24,4                                | 24,5                                | 25,8                                | 26,9                                | 27,9                                | 28,9                                | 29,7                                | 27,5                                |
| Temperatura média (°C)              | 24,2                                | 24,1                                | 23,4                                | 21,4                                | 18,9                                | 17,8                                | 17,5                                | 18,9                                | 20,4                                | 21,8                                | 22,9                                | 23,7                                | 21,3                                |
| Temperatura mínima média (°C)       | 18,6                                | 18,7                                | 17,7                                | 15,4                                | 12,5                                | 11,2                                | 10,6                                | 12,1                                | 14                                  | 15,7                                | 17                                  | 17,7                                | 15,1                                |
| Precipitação (mm)                   | 241                                 | 211                                 | 128                                 | 54                                  | 44                                  | 45                                  | 27                                  | 24                                  | 54                                  | 122                                 | 125                                 | 184                                 | 1 232                               |
| Fonte: Climate-Data.org             |                                     |                                     |                                     |                                     |                                     |                                     |                                     |                                     |                                     |                                     |                                     |                                     |                                     |

## Serviços públicos

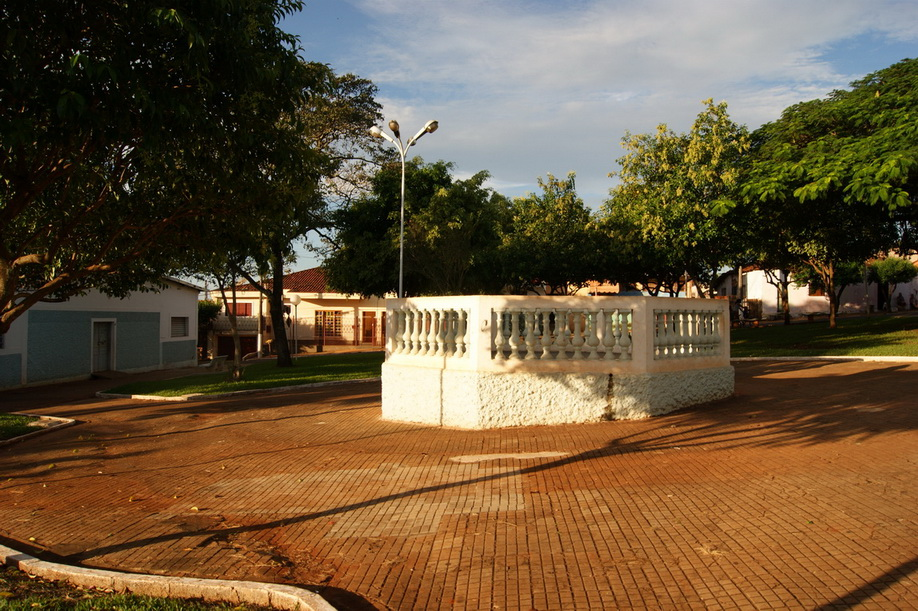
Aspecto local.

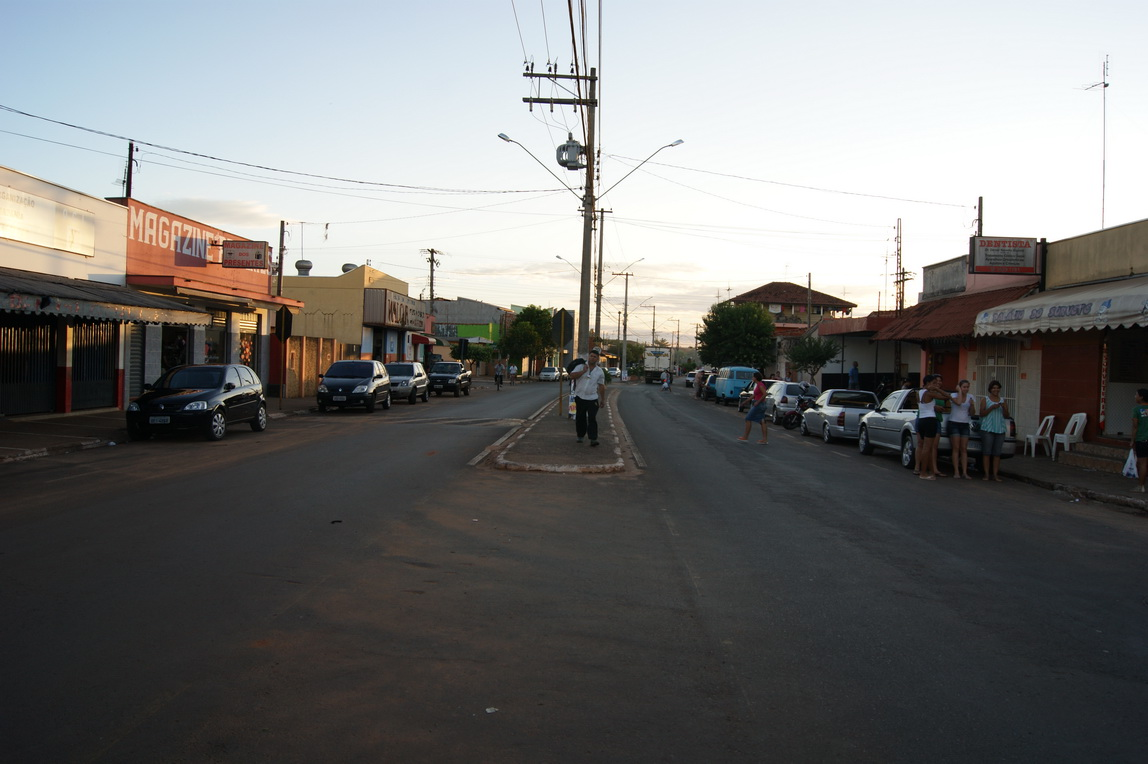
Aspecto local.

### Administração
A administração do distrito é feita pela Sub-Prefeitura de Potunduva.

### Registro civil
Atualmente é feito no próprio distrito, pois o Cartório de Registro Civil das Pessoas Naturais ainda continua ativo.

### Saneamento
O serviço de abastecimento de água é feito pela Águas de Jahu.

### Energia
A responsável pelo abastecimento de energia elétrica é a CPFL Paulista, distribuidora do Grupo CPFL Energia.

### Telecomunicações
A central telefônica, utilizada até os dias atuais, assim como o sistema de discagem direta à distância (DDD), foram implantados pela Telecomunicações de São Paulo (TELESP).

## Atividades econômicas

### Usina de açúcar e álcool
A base econômica do distrito é a cultura de cana de açúcar. Em 1945 instala-se em Potunduva a Usina Diamante, atualmente do Grupo Cosan/Raízen. Devido a sua localização estratégica às margens do Rio Tietê, a unidade desenvolveu um empreendimento pioneiro de transporte fluvial, proporcionando menor custo operacional de movimentação da matéria-prima.

## Religião

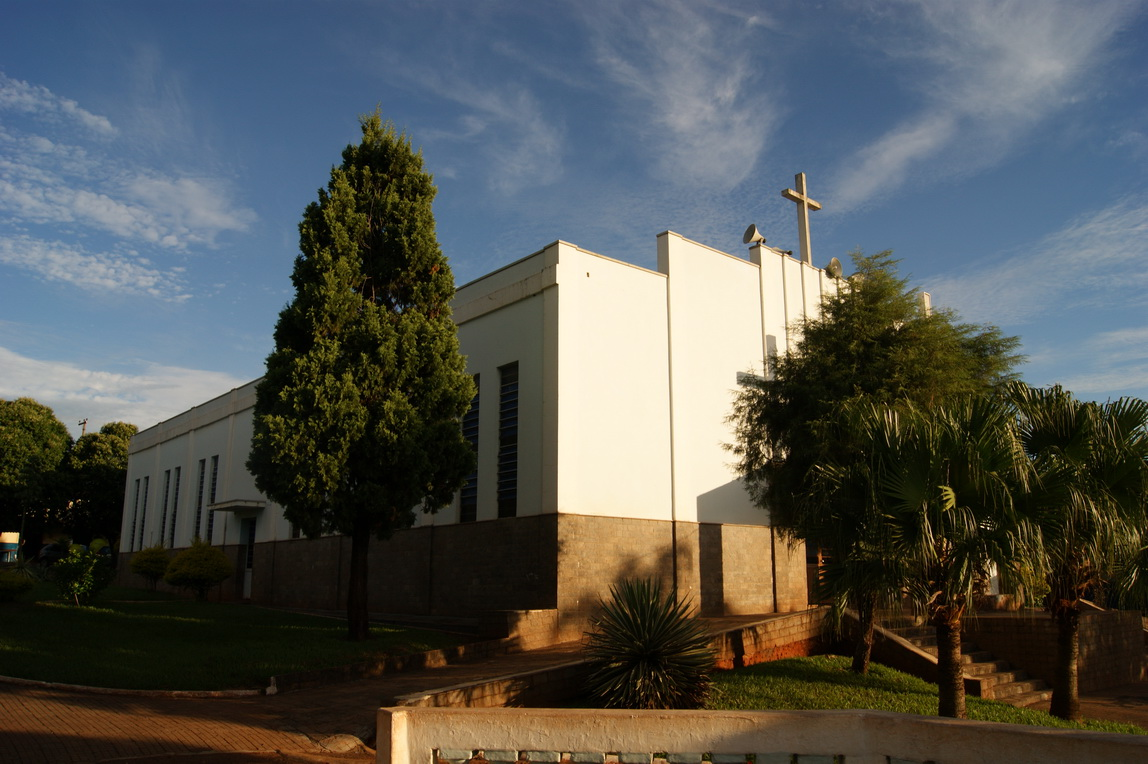
Igreja.

O Cristianismo se faz presente no distrito da seguinte forma:

### Igreja Católica
- A igreja faz parte da Diocese de Jaú[25].

### Igrejas Evangélicas
- Assembleia de Deus - O distrito possui uma congregação da Assembleia de Deus Ministério do Belém, vinculada ao Campo de Jaú[26].
- Congregação Cristã no Brasil[27].
- Igreja Presbiteriana do Brasil[28].